# 日本船舶職員養成協会
一般財団法人日本船舶職員養成協会（にほんせんぱくしょくいんようせいきょうかい、略称：JEIS（ジェイス））は、神奈川県横浜市にある船舶職員養成施設を運営する。元国土交通省所管の財団法人。

## 概要
- 所在地 - 横浜市中区本牧ふ頭3番地
- 創立 - 1964年
- 主な実施講習
  - 大型船舶の更新・失効再交付講習
  - 海技免許講習

## 沿革
- 1964年 - 運輸省認可の公益法人として、財団法人日本船舶職員養成協会を設立。
- 2012年4月 - 公益法人改革の一環として、支部組織を廃止し地域ごとに分社化。小型船舶操縦免許教習及び小型船舶操縦免許の更新・失効講習については、地域ごとの新会社に移管。
- 2012年7月 - 主たる事務所（本部）を東京都千代田区から横浜市中区に移転。

## 支部組織の分社化先一覧
| 組織名                               | 所在地                                                 |
| ------------------------------------ | ------------------------------------------------------ |
| 株式会社JEIS北海道教習センター       | 北海道小樽市北海道小樽市稲穂2-4-6 小樽ナカヨシビル2F   |
| 株式会社日本船舶職員養成協会東北     | 宮城県塩竈市港町1-4-1 マリンゲート塩釜内               |
| 一般財団法人日本船舶職員養成協会関東 | 神奈川県横浜市中区本牧ふ頭3                            |
| 株式会社船舶職員養成協会北陸信越     | 新潟県新潟市西区五十嵐一の町6370-187                   |
| 一般財団法人日本船舶職員養成協会中部 | 愛知県名古屋市港区入船1丁目5-8                         |
| 一般財団法人日本船舶職員養成協会近畿 | 大阪府大阪市住之江区南港南2丁目1-51                    |
| 一般財団法人四国船舶職員養成協会     | 香川県高松市春日町1706 春日ビル4F                      |
| 株式会社日本海洋資格センター         | 福岡県福岡市博多区博多駅前3-2-1 日本生命博多駅前ビル3F |